# Marco Vanzini
Marco Eduardo Vanzini Casteres (Montevideo, Uruguay, 19 de abril de 1976) es un exfutbolista uruguayo que jugaba como mediocampista defensivo. En la actualidad se desempeña como director de Stellar Group, agencia internacional de representación de futbolistas.
Se destacó especialmente durante su carrera en el Club Nacional de Football, con el cual logró cinco grandes títulos de la Primera División de Uruguay.
Además, integró el seleccionado sub-23 de Uruguay en el Preolímpico disputado en Argentina de 1996.

## Clubes
| Club                 | País           | Año       |
| -------------------- | -------------- | --------- |
| Danubio              | Uruguay        | 1995-1996 |
| Banfield             | Argentina      | 1997      |
| Nacional             | Uruguay        | 1998-2003 |
| Sporting Braga       | Portugal       | 2003-2004 |
| Terrassa Futbol Club | España         | 2004-2005 |
| Nacional             | Uruguay        | 2005-2007 |
| Juventude            | Brasil         | 2007-2008 |
| Al-Hilal             | Arabia Saudita | 2008      |

## Palmarés

### Campeonatos nacionales
| Título                          | Club     | País    | Año     |
| ------------------------------- | -------- | ------- | ------- |
| Primera División de Uruguay     | Nacional | Uruguay | 1998    |
| Liguilla Pre-Libertadores       | Nacional | Uruguay | 1999    |
| Primera División de Uruguay (2) | Nacional | Uruguay | 2000    |
| Primera División de Uruguay (3) | Nacional | Uruguay | 2001    |
| Primera División de Uruguay (4) | Nacional | Uruguay | 2002    |
| Primera División de Uruguay (5) | Nacional | Uruguay | 2005-06 |